# Douglas Ritchie
Douglas Ritchie (1905 – 1967) è stato un giornalista britannico,  commentatore radiofonico della BBC.
Divenne famoso con il soprannome di Colonnello  Britton e con la V Compaign, dove V significava vittoria. Diede ai suoi ascoltatori, che si trovavano anche nei paesi europei occupati dai nazisti, oltre ai commenti sull'andamento del conflitto, anche suggerimenti per la lotta partigiana e per l'esecuzione di atti di sabotaggio.
Sospese le trasmissioni nel 1942, per poi riprenderle nel 1944 in vista della preparazione dello sbarco in Normandia, quando a nome dello S.H.E.F. diede il via alle attività della Resistenza europea, in particolare in Francia.
Alla fine del conflitto venne svelata la vera identità del Colonnello Britton, fino a quel momento considerata un vero e proprio segreto militare.